# Narmandachyn Nasanbujan
Narmandachyn Nasanbujan (mong. Нармандахын Насанбуян; ur. 8 sierpnia 1997) – mongolski zapaśnik walczący w stylu wolnym. Brązowy medalista igrzysk azjatyckich w 2022. Dziesiąty na mistrzostwach Azji w 2019. Trzeci na MŚ juniorów i mistrz Azji juniorów w 2017. Trzeci na MŚ kadetów w 2014 roku.